# Уфа (станція)
Уфа (башк. Өфө) — залізнична станція Башкортостанського регіону Куйбишевської залізниці. Розташована в столиці республіки Башкортостан в місті Уфа, за 1621 км від Москви, на історичному (наразі не основному) напрямку Транссибірської магістралі.

## Історія
26 квітня 1886 року, поряд із Сафронівською пристанню на правому березі річки Білої, на місці майбутнього вокзалу, відбулися урочисті молебні та закладення будівлі залізничного вокзалу у стилі еклектики за проєктом архітектора Ф. Ф. Ессена, у зв'язку з будівництвом Самаро-Уфімської залізниці. Побудований у 1888 році. Станція відкрита у 1888 році. Біля вокзалу діяв навіть храм. З 1890 року вокзал перебував у підпорядкуванні Управління Самаро-Златоустівської залізниці (з 1936 року — імені В. В. Куйбишева), з 1949 року — Уфімської залізниці, з 1959 року — Башкирського відділення Куйбишевської залізниці, з 2007 року — Куйбишевської регіональної дирекції залізничних вокзалів структурного підрозділу Дирекції залізничних вокзалів філії Російських залізниць.

Історичні світлини першого залізничного вокзалу
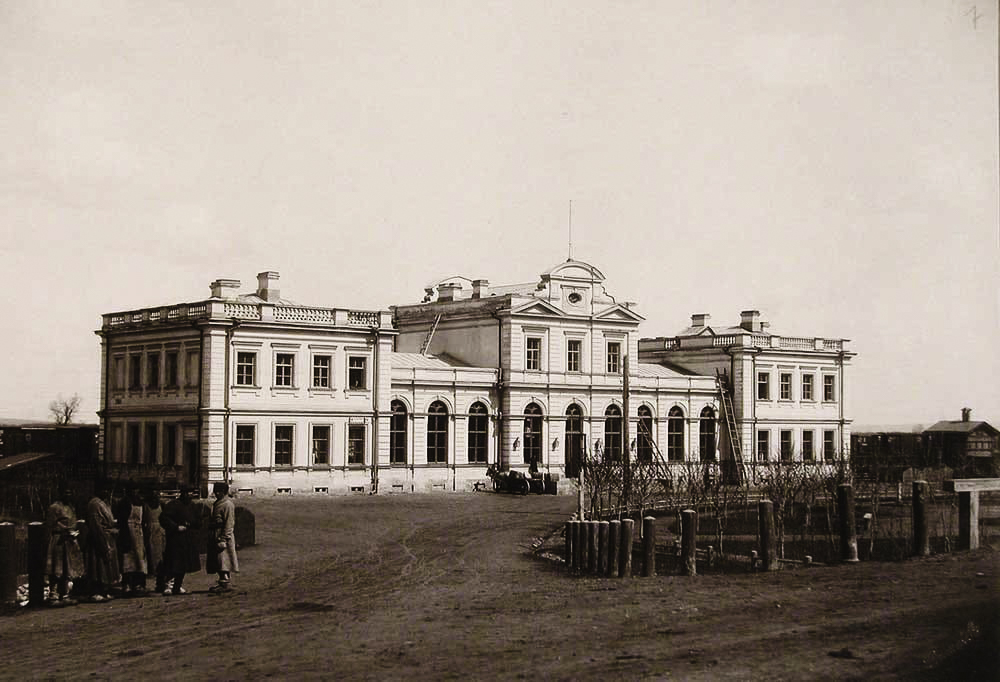
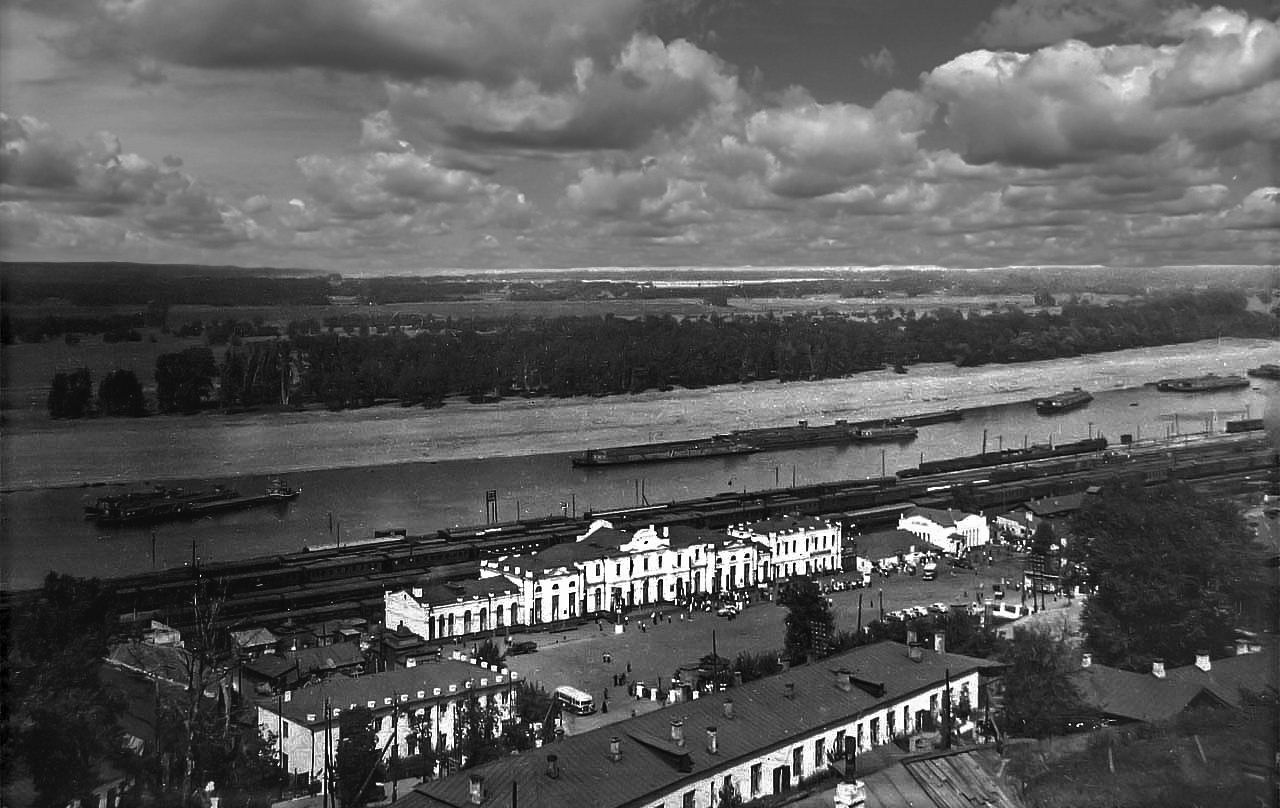
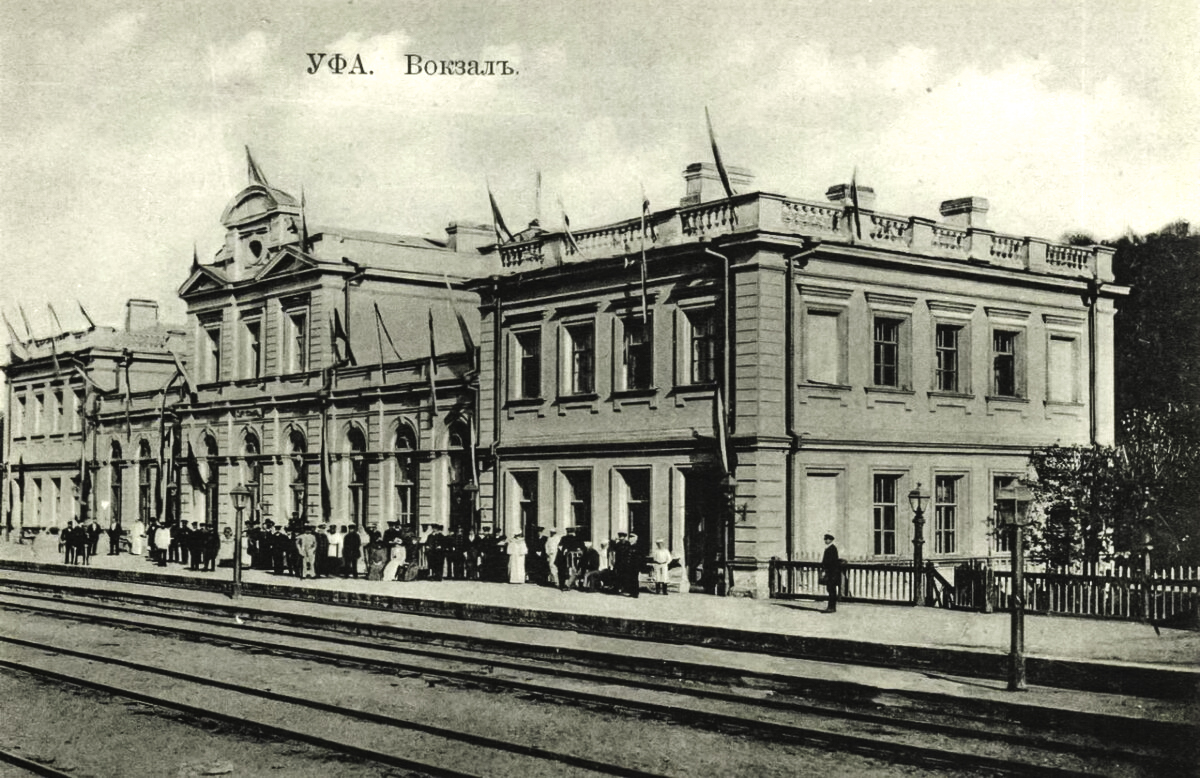

29 червня 1904 року, дорогою з Санкт-Петербурга на Урал, Уфу відвідав російський імператор Микола ІІ, де провів на пероні вокзалу майже три години, не виїзджаючи в місто.
У 1967 році першу будівлю вокзалу  чомусь було вирішено геть знести, хоча зносити стару будівлю не було необхідності. На його місці побудували новий, у типовому радянському стилі. У 1970 році, за індивідуальним проєктом архітектора М. А. Готліба, «Мосдіпротранс» зведено новий вокзал.
У 2004 році розпочалася реконструкція вокзалу. Паралельно була організована транспортна розв'язка і переходи з ескалаторами для пасажирів до зупинок громадського транспорту. У 2005—2006 роках реконструкція здійснювалася у два етапи: до північної сторони вокзалу, на місці знесеної будівлі приміських кас, прибудований корпус з надземними пішохідними переходами, який використовується як головний корпус вокзалу. Реконструкція супроводжувалася фінансовими скандалами та неодноразовим заморожуванням робіт. Сучасний вокзал відкритий у 2011 році.
У 2012 році на станції працювало 239 осіб. Обсяг пасажирського руху становив 50 пар пасажирських поїздів далекого сполучення, зокрема 10 — формування Башкирського регіону Куйбишевської залізниці) та 19 пар приміських поїздів на добу. За цей рік було відправлено 1,7 млн пасажирів, з них 1 млн — поїздами далекого сполучення.
Перший етап реконструкції вокзалу мав бути завершений до 1 червня 2020 року, другий етап — до 2022 року. У 2022 році проєкт з реконструкції вокзалу був включений до переліку пріоритетних.

## Загальна інформація
Проєктна загальна площа залізничного вокзалу станції Уфа складає 26526 м², привокзальної площі — 9345 м², загальна місткість сучасного вокзалу Уфи — 6200 пасажирів.
На станції Уфа облаштовано 4 пасажирських платформ — 1 бічна та 3 острівні, які сполучаються між собою підземним переходом, з виходом до будівлі вокзалу та в місто. Пасажирські платформи не обладнані турнікетами. Через колії станції зведений пішохідний міст.
На станції розташоване локомотивне та вагонне депо, Уфімський магістральний сортувальний центр, підрозділ Головного центру магістральних перевезень пошти. Залізничний вокзал зведений поряд з будинками 1970—2005-х років побудови.

## Пасажирське сполучення
На станції зупиняються поїзди далекого та приміського сполучення. Оголошення на вокзалі здійснюється двома мовами — на російській та  башкирській.

Вокзал станції Уфа
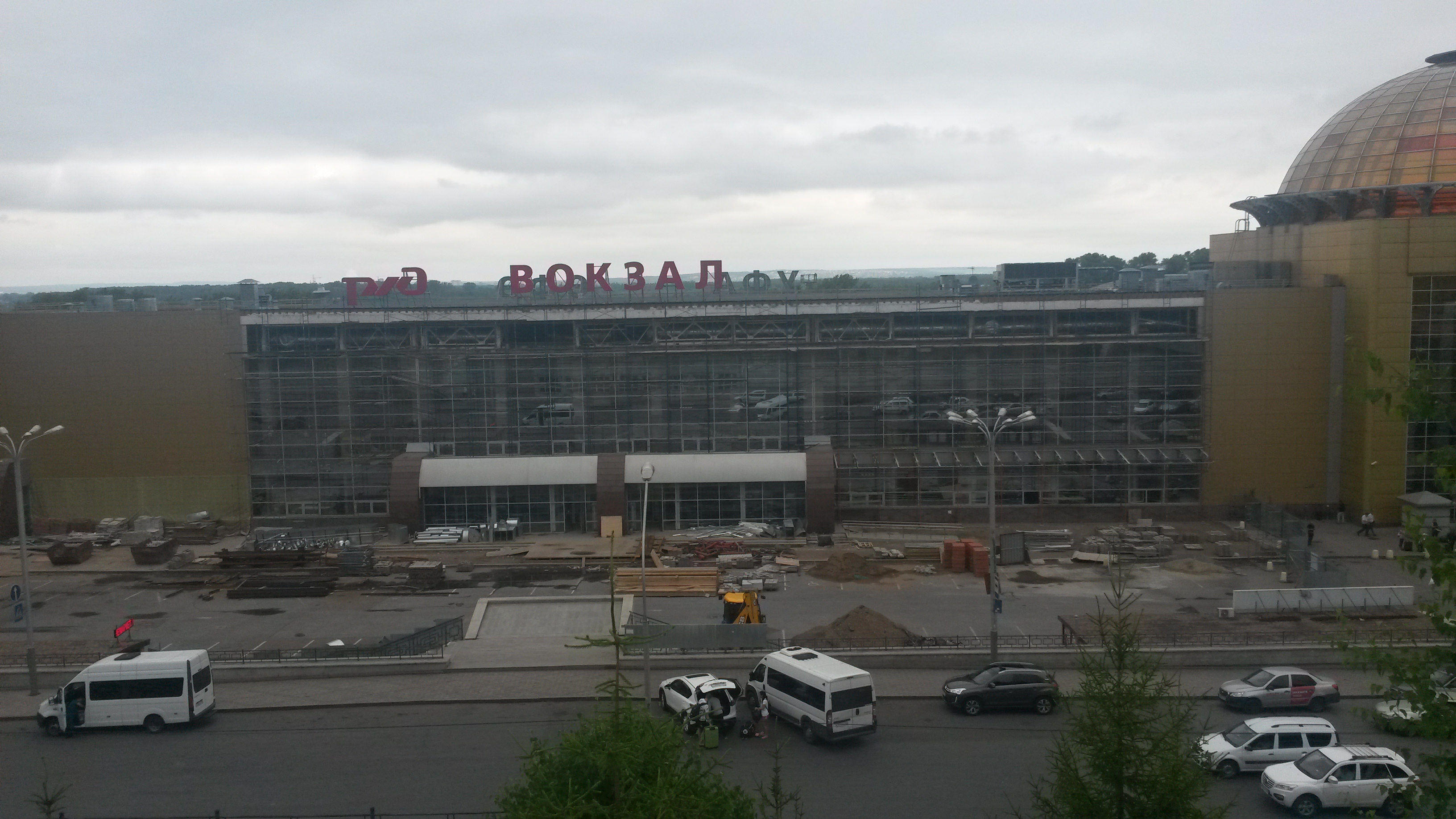
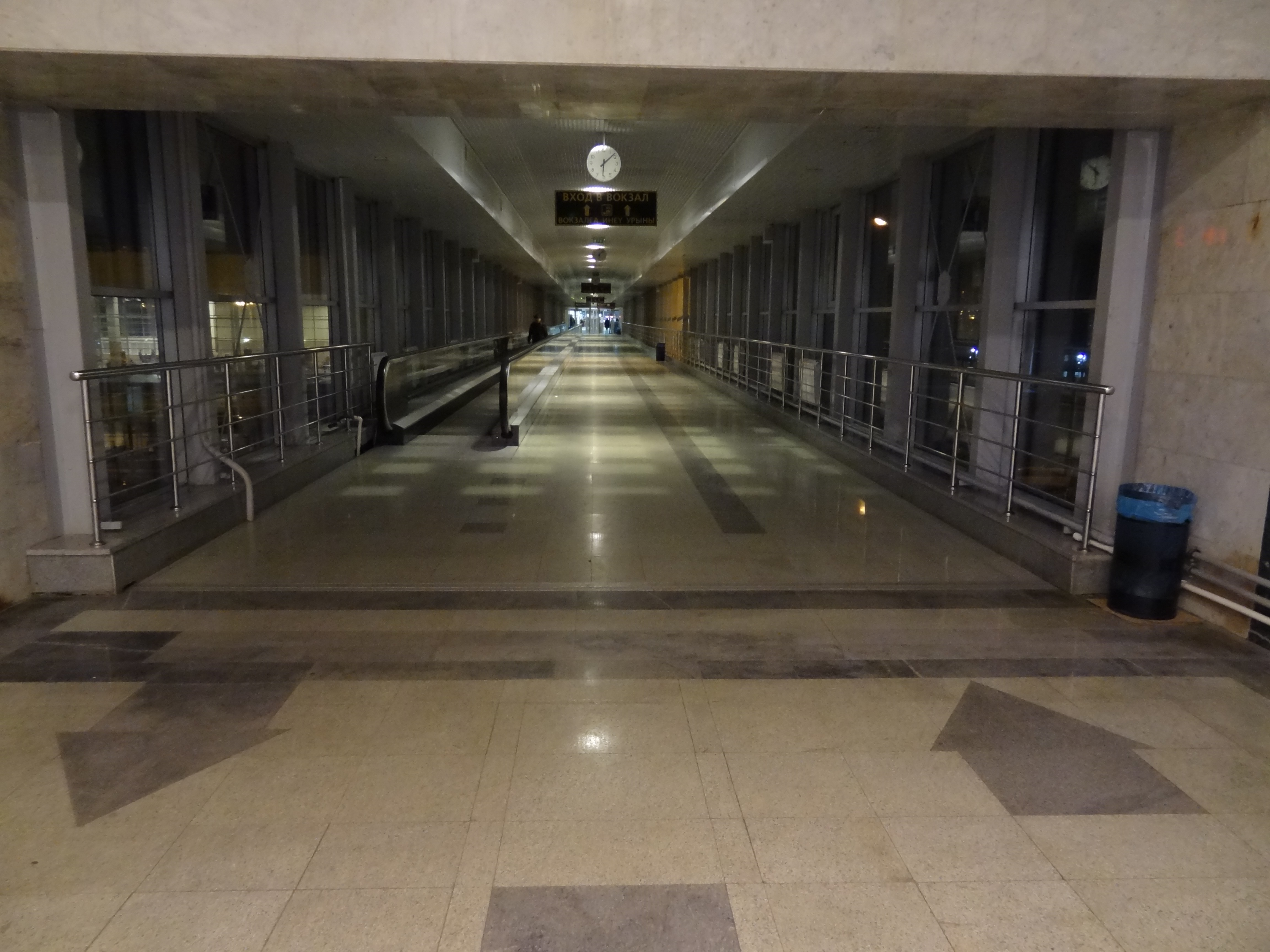
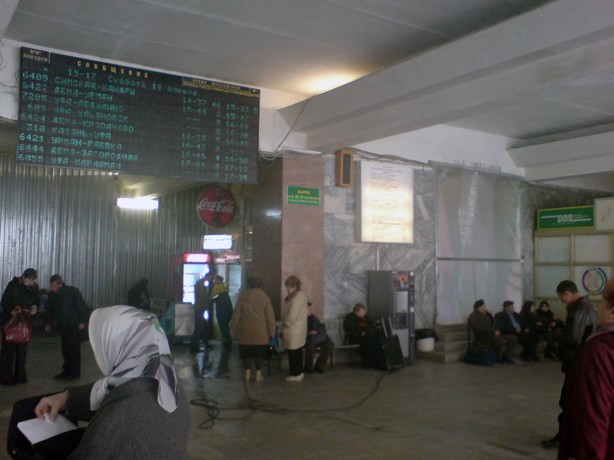
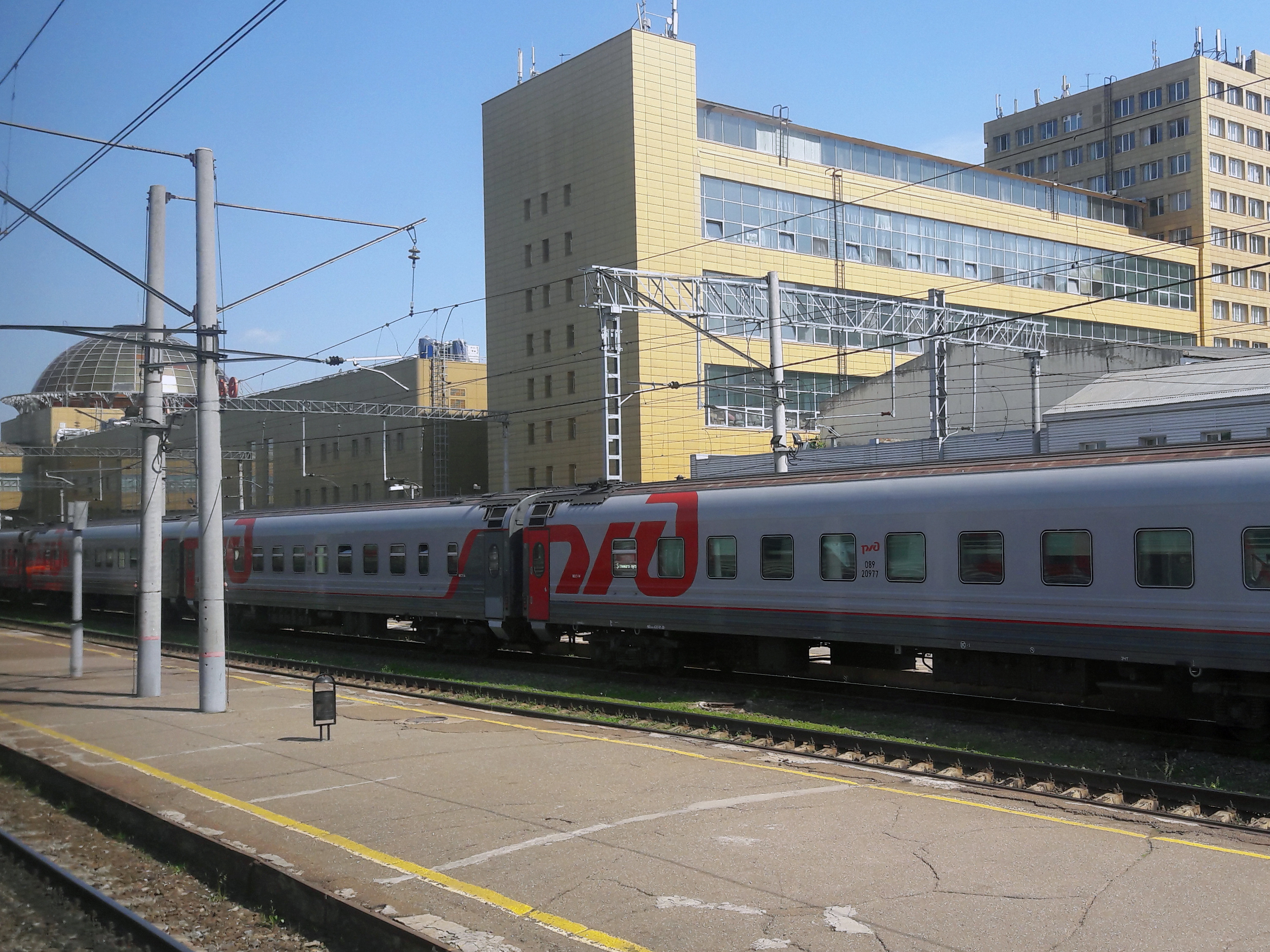

Вокзал з'єднаний надземним переходом з травалатором через Привокзальну площу з підземним переходом з ескалаторами (які періодично не працюють), що веде до автобусних та трамвайних зупинок громадського транспорту міста.